# Województwo poznańskie (1975–1998)
Województwo poznańskie – województwo ze stolicą w Poznaniu, jedno z 49 województw istniejących w latach 1975–1998. 
Reforma administracyjna wprowadzona 1 kwietnia 1975 znacznie okroiła terytorium województwa poznańskiego. Jego północne tereny utworzyły województwo pilskie, wschodnie — województwo konińskie, południowo-wschodnie — województwo kaliskie, południowe — województwo leszczyńskie, część zachodnich gmin weszła natomiast w skład województw: gorzowskiego i zielonogórskiego. Okrojony region, obejmujący miasto Poznań i jego najbliższe okolice, miał powierzchnię 8151 km².
W 1990 roku utworzono na terenie województwa osiem urzędów rejonowych. Od 1 stycznia 1999 cały jego obszar wchodzi w skład województwa wielkopolskiego.
| Urząd Rejonowy                                  | Herb | Podległe gminy |
| ----------------------------------------------- | ---- | --- |
| Urzędy Rejonowe województwa poznańskiego w 1990 |      | |
| Gniezno                                         |      | Czerniejewo, Gniezno, Kiszkowo, Kłecko, Łubowo, Mieleszyn, Mieścisko, Niechanowo; miasto Gniezno |
| Grodzisk Wlkp.                                  |      | Granowo, Grodzisk Wielkopolski, Kamieniec, Rakoniewice, Wielichowo |
| Nowy Tomyśl                                     |      | Kuślin, Lwówek, Nowy Tomyśl, Opalenica |
| Poznań                                          |      | Buk, Czerwonak, Dopiewo, Kleszczewo, Komorniki, Kostrzyn, Kórnik, Mosina, Murowana Goślina, Oborniki, Pobiedziska, Rokietnica, Skoki, Stęszew, Suchy Las, Swarzędz, Tarnowo Podgórne; miasta: Luboń, Poznań, Puszczykowo |
| Szamotuły                                       |      | Chrzypsko Wielkie, Duszniki, Kaźmierz, Kwilcz, Obrzycko, Ostroróg, Pniewy, Sieraków, Szamotuły; miasto Obrzycko |
| Śrem                                            |      | Brodnica, Czempiń, Dolsk, Książ Wielkopolski, Śrem |
| Środa Wlkp.                                     |      | Dominowo, Krzykosy, Nowe Miasto n. Wartą, Środa Wlkp., Zaniemyśl |
| Września                                        |      | Kołaczkowo, Miłosław, Nekla, Września |

## Ludność
| Rok                    | Liczba mieszkańców |
| ---------------------- | ------------------ |
| 1975 (31 grudnia)      | 1171,2 tys.        |
| 1976 (31 grudnia)      | 1187,2 tys.        |
| 1977 (31 grudnia)      | 1201,4 tys.        |
| 1978 (spis powszechny) | 1 208 621          |
| 1978 (31 grudnia)      | 1207 tys.          |
| 1979 (31 grudnia)      | 1224,4 tys.        |
| 1980 (31 grudnia)      | 1237,8 tys.        |
| 1983 (31 grudnia)      | 1277,7 tys.        |
| 1985 (31 grudnia)      | 1298 tys.          |
| 1986                   | 1308,3 tys.        |
| 1987                   | 1316,1 tys.        |
| 1988                   | 1316,8 tys.        |
| 1989 (31 grudnia)      | 1327,9 tys.        |
| 1990 (30 czerwca)      | 1331,4 tys.        |
| 1990 (31 grudnia)      | 1334,1 tys.        |
| 1991 (31 grudnia)      | 1339,4 tys.        |
| 1992 (31 grudnia)      | 1341,4 tys.        |
| 1993 (30 czerwca)      | 1344,1 tys.        |
| 1994 (31 grudnia)      | 1351 tys.          |
| 1995 (30 czerwca)      | 1352,1 tys.        |
| 1995 (31 grudnia)      | 1353,7 tys.        |
| 1997 (31 grudnia)      | 1360,8 tys.        |